# Weißspitze, Antarktis
Weißspitze är en bergstopp i Antarktis. Den ligger i Östantarktis. Nya Zeeland gör anspråk på området. Toppen på Weißspitze är 1 850 meter över havet.
Terrängen runt Weißspitze är bergig söderut, men norrut är den kuperad. Trakten är obefolkad. Det finns inga samhällen i närheten.